# Pablo Coira Lojo
Pablo Coira (Vilagarcía de Arousa, 18 d'octubre de 1979) és un futbolista gallec que ocupa la posició de defensa.

## Trajectòria
Sorgit del planter de la SD Compostela, arriba al primer equip de Sant Jaume a la campanya 98/99, tot jugant 29 partits i marcant 2 gols, sent una de les revelacions de l'equip, recent baixat a Segona Divisió. Eixe mateix estiu de 1999 fitxa per un altre conjunt gallec, el Celta de Vigo.
Després de militar al filial vigués, puja al primer equip, amb qui debuta a la màxima categoria. Progressivament va guanyant minuts i aparicions al Celta, fins que la temporada 02/03 deixa de comptar i tan sols hi disputa cinc partits.
La temporada 03/04 fitxa pel Deportivo Alavés, on juga un any abans de ser cedit al Recreativo de Huelva, on tot just juga tres partits. De nou al País Basc, es queda fora de l'equip, a l'espera d'una baixa federativa. La segona meitat de la temporada 06/07 la milita a l'Aris Salònica grec.
De nou a la competició espanyola, no troba cap oferta fins que signa per la UE Castelldefels, que militava a la Tercera Divisió. El 2009 dona la sorpresa wn incorporar-se, amb 29 anys, al filial del RCD Espanyol.

## Selecció espanyola
Coira ha estat internacional per la selecció espanyola en categories inferiors. Va guanyar el Mundial sub-20 que es va celebrar a Nigèria l'any 1999.